# Bega (rivier in Duitsland)
De Bega is een kleine rivier van 43,9 kilometer lang. De rivier ligt in Noordrijn-Westfalen in Duitsland. De bron van de rivier ligt iets ten zuiden van Barntrup. De rivier mondt uit in de rivier de Werre bij Bad Salzuflen. Dicht bij de monding is ten zuiden van de rivierbedding een retentiebekken aangelegd. Deze Hartigsee ligt ten oosten van de zuidelijke buitenwijken van Bad Salzuflen.
De naam van het riviertje betekent eenvoudigweg: beek. De langste zijbeek van de Bega is een linker zijbeek met de naam Oetternbach (otterbeek). Deze is 16,7 km lang. De monding van deze beek bevindt zich ten westen van Lemgo.
Nagenoeg de gehele rivier vormt met haar oevers een onder natuurbescherming staand gebied. Een 501 km2 groot gebied vormt het natuurreservaat Begatal. Zie: 

Verloop van de Bega